# Yahia Attiat-Allah
Yahya Attiat-Allah, de son nom complet Yahya Attiat-Allah El Idrissi (en arabe : يحيى عطية الله الإدريسي), né le 2 mars 1995 à Safi (Maroc), est un footballeur international marocain jouant au poste d'arrière gauche à l'Al Ahly SC, en prêt du FK Sotchi.
Formé à l'OC Safi, il atteint la finale de la Coupe du Maroc en 2016 et s'aventure pendant six mois à Volos FC en Grèce avant de retourner au Maroc pour un contrat de plusieurs saisons au Wydad Athletic Club. Il remporte le championnat en 2021 et 2022 avant d'être sacré vainqueur de la Ligue des champions de la CAF en 2022.
Il passe sa jeunesse dans les catégories inférieures de l'équipe du Maroc, avant de faire ses débuts avec l'équipe première en 2022 sous la houlette de Vahid Halilhodžić, prenant part à la Coupe du monde 2022 et la CAN 2023.

## Biographie

### Carrière en club

#### Formation à l'OC Safi (2013-2019)
Yahia Attiat-Allah dispute son premier match professionnel en Botola Pro le 28 septembre 2013 à l'occasion d'un match de championnat en entrant en jeu face aux FAR de Rabat (défaite, 1-2). Le 24 août 2014, il reçoit sa première titularisation avec l'Olympique de Safi face au Chabab Rif Al Hoceima (défaite, 3-1). Le 8 novembre 2014, il marque son premier but en pro face à l'Ittihad Khemisset (victoire, 2-1). 
En 2016, il atteint la finale de la Coupe du Maroc sous Hicham Dmii grâce à une victoire dans une séance de penaltys en demi-finale face au DH El Jadida (3-0). Le 18 août 2016, à l'occasion de la finale, il est battu par le Maghreb de Fes sur le score de 1-2. Le 17 février 2018, il reçoit son premier carton rouge de sa carrière à l'occasion d'un match face au Chabab Rif Al Hoceima (défaite, 2-1). Il termine sa dernière saison à l'OC Safi à la quatrième place du classement du championnat. 

#### Passage en Grèce (2019-2020)
Le 8 juillet 2019, le joueur signe un contrat d'une saison au Volos FC en Grèce, alors que Juan Ferrando (en) est à la tête du club. Yahia porte ainsi le no 14.
Le 25 août 2019, il dispute son premier match avec le club face à Paniónios GSS et est remplacé à la 34e minute par son concurrent direct Konstantínos Baloyánnis à la suite d'une blessure (victoire, 1-2). Le 29 septembre 2019, il marque son unique but en Grèce en championnat face à l'AO Xanthi (défaite, 3-1).
Au total, il dispute sept matchs en championnat et deux matchs en Coupe de Grèce. Le Volos FC termine la saison à la dixième place du championnat.

#### Wydad AC (2020-2024)

##### 2019-2020: Arrêt du championnat et vice-champion du Maroc
Le 1er janvier 2020, il s'engage librement au Wydad Athletic Club en signant un contrat de trois saisons. Il hérite ainsi du no 15 sous l'entraîneur Juan Carlos Garrido.

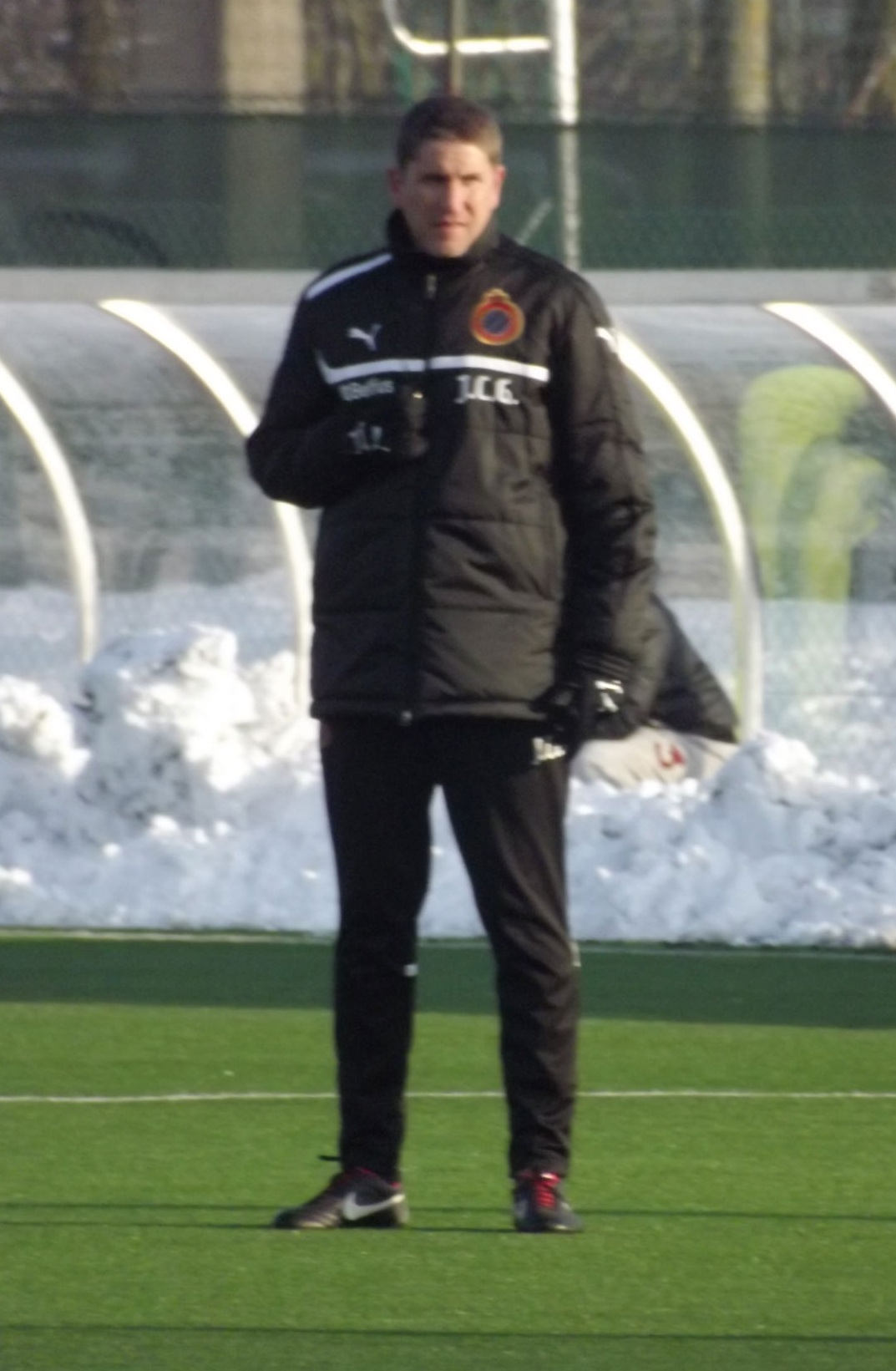
Attiatallah débute au Wydad AC sous Juan Carlos Garrido en 2020.

Le 6 février 2020, il reçoit sa première titularisation sous le maillot du Wydad AC à l'occasion d'un match de championnat face au Rapide Oued Zem (victoire, 1-2). Il dispute son premier match de Ligue des champions le 29 février 2020 face à l'Étoile sportive du Sahel au Stade Mohammed-V, délivrant une passe décisive sur le deuxième but inscrit par Mohamed Nahiri à la 54e minute (victoire, 2-0). En mars 2020, le championnat marocain est mis à l'arrêt à cause de la pandémie de Covid-19. Elle reprend le 28 juillet à l'occasion de la 19e journée de championnat face au Mouloudia d'Oujda, match dans lequel il entre en jeu à la 46e minute à la place de Badr Gaddarine (match nul, 1-1). Le 11 octobre 2020, il dispute son dernier match de la saison 2019-2020 face au Fath US (victoire, 1-2). 
Il termine sa première saison avec quatorze matchs joués en championnat et trois autres en Ligue des champions. Il termine la saison au Wydad en tant que vice-champion du Maroc derrière le Raja AC (un point de retard) et demi-finaliste de la Ligue des champions (éliminé par l'Al Ahly SC, vainqueur de cette édition).

##### 2020-2021: Champion du Maroc
Le 6 décembre 2020, à l'occasion de la première journée du championnat sous le nouvel entraîneur Faouzi Benzarti, il inscrit son premier but avec le club face au Youssoufia Berrechid (victoire, 2-0). Le 14 juillet 2021, il marque son dernier but de la saison 2020-2021 face au MC Oujda en championnat (victoire, 0-2). 
Qualifié en Ligue des champions, il éliminé le MC Alger en quarts de finale de la compétition après un score cumulé de 2-1. Il atteint ainsi la demi-finale face à Kaizer Chiefs FC (défaite, score cumulé : 0-1). Il termine cette saison en tant que champion du Maroc (huit points d'avance sur le Raja CA) et remporte ainsi son premier titre majeur au Maroc.

##### 2021-2022: Champion du Maroc, d'Afrique et finaliste de la Coupe sous la houlette de Regragui
Lors de sa deuxième saison au Wydad AC, il dispute une saison complète, joue 25 matchs en championnat, marque deux buts et délivre quatre passes décisives sous la houlette de Walid Regragui, arrivé à la tête du club le 10 août 2021. Le 18 décembre 2021, il marque son premier but de la saison en championnat face au DH El Jadida (défaite, 1-2). 
Il dispute la totalité des matchs de Ligue des champions en battant le CR Belouizdad (score cumulé : victoire de 0-1) en quarts de finale et l'Atlético Petróleos de Luanda (score cumulé : victoire de 4-2) en demi-finale, atteignant ainsi la finale contre l'Al Ahly SC. Le 30 mai 2022, il est titularisé contre Al-Ahly SC en finale de la Ligue des champions et remporte la compétition grâce à une victoire de 2-0 au Stade Mohammed-V,,,. 
Le 28 juillet 2022, il est titularisé et atteint la finale de la Coupe du Maroc après une défaite sur séance de penaltys face à la RS Berkane (match nul, 0-0). Yahia Attiat-Allah termine la saison 2021-2022 avec son club en tant que champion du Maroc avec trois points d'avance sur le Raja CA. Le sacre de vainqueur de Ligue des champions le qualifie automatiquement à la Coupe du monde des clubs.

##### 2022-2023: Transfert avorté à Montpellier HSC et finaliste de Ligue des champions
Le 10 septembre 2022, il est titularisé sous son nouvel entraîneur Houcine Ammouta à l'occasion de la finale de la Supercoupe de la CAF face à la RS Berkane. Le match se solde sur une défaite de 0-2 au Stade Mohammed-V. Ayant pris part à la Coupe du monde 2022 au Qatar avec la sélection marocaine sous la houlette de son entraîneur précédent Walid Regragui, il occupe le poste de latéral gauche en tant que doublure de Noussair Mazraoui et dispute un nombre de six matchs, atteignant la quatrième place de la compétition. 
Lors de son retour à Casablanca et à l'ouverture du mercato hivernal, le Montpellier HSC fait une offre de 500 000 euros pour s'attacher les services de Yahia Attiat-Allah pour pallier le départ du latéral gauche Nicolas Cozza. Celle-ci est jugée insuffisante par le Wydad AC, qui demande au moins un million d'euros,. Alors que le mercato s'apprête à fermer ses portes dans quelques jours, le Montpellier HSC émet une offre de 1,2 million d'euros, qui se voit également refusée par le président du Wydad AC, Saïd Naciri, sans avancer de raisons apparentes. Il est révélé que la visite médicale et le vol vers la Montpellier était préparée et prévu. Ce transfert avorté provoque une polémique et une incompréhension dans le monde du football marocain. L'agence française de Attiat-Allah déclare plus tard sur RMC Sport : « C’est un manque de respect total de la part du président du Wydad de Casablanca. Le joueur a passé sa journée au consulat afin de faire son visa et rejoindre Montpellier. Le joueur, sa famille et son entourage sont déçus. ».
Le 4 février 2023, il est titularisé pour son premier et seul match en Coupe du monde des clubs contre l'Al-Hilal FC, face auquel il atteint la séance des tirs au but (défaite, 3-5) après un match nul de 1-1 au Complexe sportif Moulay-Abdallah de Rabat. Cet adversaire atteint la finale de la compétition contre le Real Madrid, vainqueur de cette édition qui a lieu au Maroc.
Le 1er avril 2023, il se qualifie en quarts de finale de la Ligue des champions en battant la JS Kabylie sur le score de 3-0,. Il délivre une passe décisive sur le premier but inscrit par Bouly Sambou. En pleine phase de changement d'entraîneur avec la venue de Sven Vandenbroeck, il parvient à se qualifier en finale de la Ligue des champions le 20 mai après un match nul retour de 2-2 en étant titularisé face au Mamelodi Sundowns FC au Loftus Versfeld Stadium en Afrique du Sud. Le 12 juin 2023, la finale contre l'Al-Ahly SC est perdue après un score cumulé d'une défaite de 3-2. Le Wydad termine la saison en tant que vice-champion du Maroc au détriment de l'AS FAR, qui remporte le sacre lors de la dernière journée du championnat à un point de différence.

##### 2023-2024: Saison actuelle
Yahia Attiat-Allah participe à la pré-saison du Wydad AC sous la houlette du nouvel entraîneur Adil Ramzi. En fin juillet, il prend part à la Coupe arabe des clubs champions qui a lieu en Arabie saoudite. Le Wydad est éliminé en phase de poule à la suite de matchs contre Al-Sadd SC (match nul, 0-0), Al-Ahli SC (match nul, 1-1) et Al-Hilal FC (défaite, 2-1). Alors qu'il est courtisé par l'Al-Ahly SC, Attiat-Allah refuse de prolonger son contrat au Wydad AC, privilégiant un transfert vers l'Europe. Le 17 août, il trouve tout-de-même un accord avec le président du club Saïd Naciri et prolonge son contrat de deux saisons supplémentaires.
Le 12 novembre 2023, il dispute la finale retour de la première édition de la Ligue africaine de football contre le Mamelodi Sundowns FC après avoir été titularisé dans l'entièreté des matchs de cette nouvelle compétition. La finale est perdue sur un score cumulé de 3-2 en faveur des Sud-Africains,.

#### FK Sotchi et prêt (depuis 2024)
Le 8 février 2024, alors que son contrat dans le club marocain se termine en fin de saison, il s'engage au FK Sotchi pour un montant d'un demi million d'euros, classé alors dernier en championnat russe. Il hérite du no 25 sous la houlette de l'entraîneur espagnol Robert Moreno.
Le 10 mars 2024, il fait sa première entrée en jeu à la 65e minute en remplaçant Alekseï Soutormine contre le Lokomotiv Moscou (match nul, 2-2). En fin de saison, le club est relégué en D2 russe.
En août 2024, il s'engage sous forme de prêt à l'Al Ahly SC en Égypte, avec à sa tête, l'entraîneur Marcel Koller. Fraîchement arrivé à Al Ahly SC, le club lui soumet un régime alimentaire due à une grande prise de poids, n'ayant pris part à aucun match depuis juin.  Le 15 septembre 2024, il dispute son premier match en tant que titulaire, à l'occasion d'un match de Ligue des champions contre le Gor Mahia FC (victoire, 0-3). 

### Carrière internationale

#### Parcours junior
Yahia Attiat-Allah joue tout au long de sa carrière en U13, U15 et U17, et U23 en étant régulièrement appelé en équipe nationale. En 2015, il fait ses débuts en équipe nationale olympique.

#### Équipe du Maroc (depuis 2022)

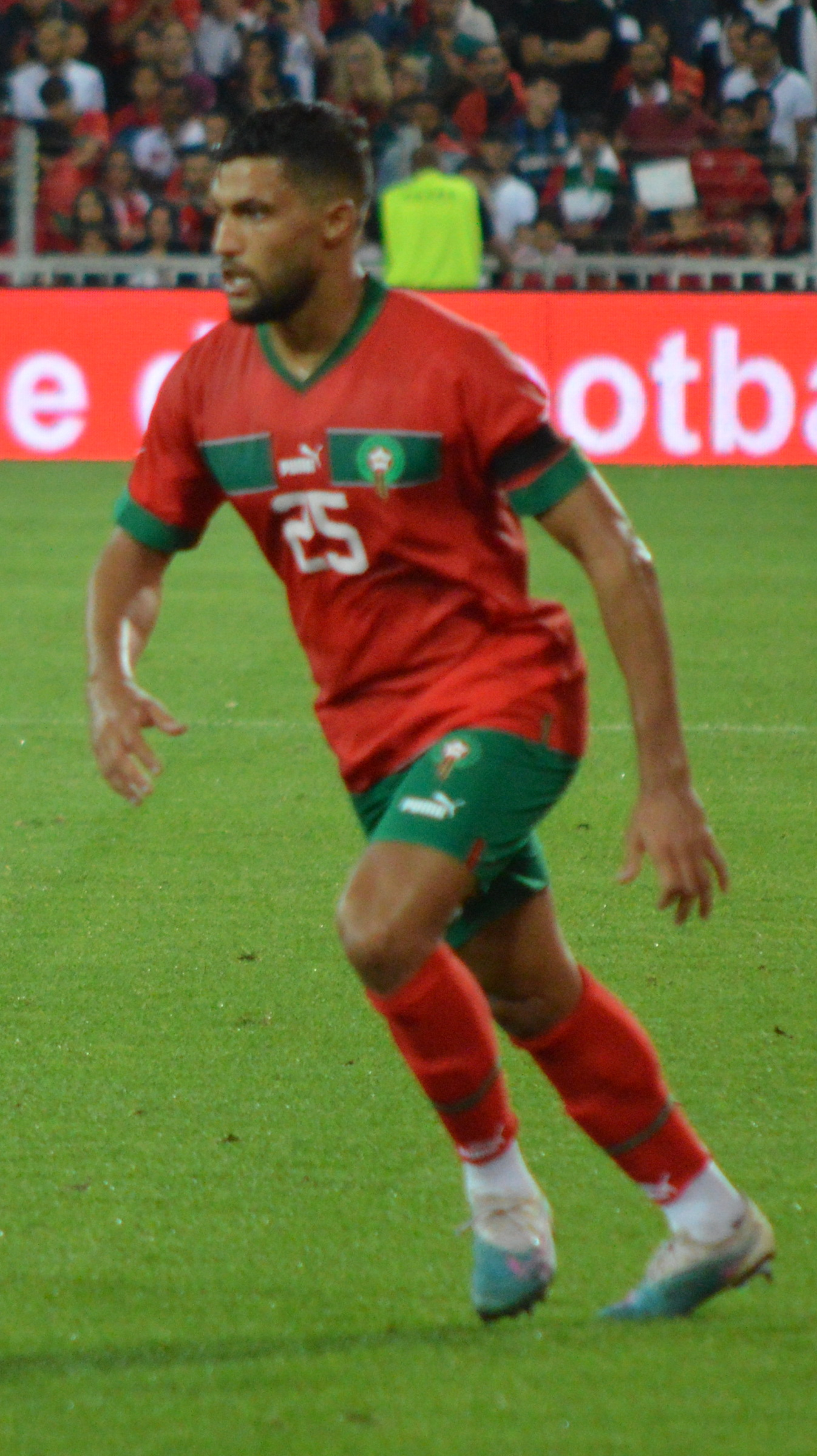
Attiat-Allah débute avec le Maroc en 2022.

Le 17 mars 2022, il est sélectionné par Vahid Halilhodžić pour une double confrontation contre l'équipe de République démocratique du Congo comptant pour les barrages de la Coupe du monde 2022,. Sa présence en sélection s'explique grâce au manquement de doublure dans le poste de latéral gauche en sélection marocaine, majoritairement occupé par Adam Masina. Lors du match aller, le Maroc parvient à décrocher un match nul à Kinshasa (1-1),,. Lors du match retour à Casablanca, Yahia Attiat-Allah entre en jeu à la 81e minute à la place d'Adam Masina et remporte le match sur le score de 4-1, validant ainsi le ticket pour la Coupe du monde 2022,,.
Le 25 mai 2022, il est convoqué pour un match de préparation à la Coupe du monde 2022 face aux États-Unis ainsi que deux autres matchs qualificatifs à la CAN 2023 face à l'Afrique du Sud et au Liberia. Mis sur le banc sur le premier match amical, le 9 juin, il entre en jeu en remplaçant Adam Masina à la 68e minute à l'occasion du premier match des éliminatoires de la CAN 2023 face à l'Afrique du Sud et remporte le match sur une victoire de 2-1,,. Le 13 juin, il est titularisé face au Liberia et dispute 90 minutes. Il remporte le match sur le score de 0-2 et est quasiment qualifié à la Coupe d'Afrique 2023,.
Le 12 septembre 2022, il reçoit une convocation du nouveau sélectionneur du Maroc Walid Regragui pour un stage de préparation à la Coupe du monde 2022 à Barcelone et Séville pour deux confrontations amicaux, notamment face au Chili et au Paraguay,. Il pallie ainsi l'absence du latéral gauche principal Adam Masina. Le 23 septembre 2022, il est mis sur le banc pendant 90 minutes face au Chili. Le 27 septembre 2022, à l'occasion du deuxième match de la trêve internationale face au Paraguay, il est mis dans les tribunes au Stade Benito-Villamarín (match nul, 0-0).

#### Coupe du monde 2022 au Qatar: Intégration au sein d'un parcours historique desLions de l'Atlas
Le 10 novembre 2022, il figure officiellement dans la liste des 26 joueurs sélectionnés par Walid Regragui pour prendre part à la Coupe du monde 2022 au Qatar,,. 
En doublure de Noussair Mazraoui, il entre en jeu contre la Belgique et le Canada en phase de poules, ainsi que lors du huitième de finale contre l'Espagne. Mazraoui blessé, il connaît alors sa première titularisation en quart de finale le 10 décembre contre le Portugal durant lequel il est le passeur décisif (centre) du but victorieux marocain inscrit de la tête par Youssef En-Nesyri. Il entre également en jeu en demi-finale face à la France (défaite, 2-0),,. Pour le match de la troisième place face à la Croatie, il est de nouveau titularisé et dispute 90 minutes (défaite, 2-1). Le Maroc termine son parcours à la quatrième place de la compétition,.
Le 20 décembre 2022, à l'occasion de son retour du Qatar, il est invité avec ses coéquipiers au Palais royal de Rabat par le roi Mohammed VI, le prince Hassan III et Moulay Rachid pour être officiellement décoré Ordre du Trône, héritant du grade officier,,,.

#### Coupe d'Afrique 2023: Huitième-de-finaliste
Le 25 mars 2023, les Marocains font leur retour à domicile et sont accueillis par 65 000 supporters au Stade Ibn-Batouta de Tanger à l'occasion d'un match amical face au Brésil (victoire, 2-1),,. Yahia Attiat-Allah entre en début de deuxième mi-temps en remplaçant un Achraf Hakimi sorti sur blessure. Cette victoire du Maroc entre dans l'histoire et l'équipe du Maroc devient la première équipe arabe de l'histoire à battre le Brésil. Ce match bat également une audience record au sein de la population marocaine locale avec au moins 10 millions de téléspectateurs,. Trois jours plus tard face au Pérou, il est titularisé et les Marocains font match nul au Stade Metropolitano de Madrid (0-0),.
Sélectionné en septembre 2023, le premier match contre le Liberia, entrant dans le cadre des qualifications à la CAN 2023 est annulé et reporté à la suite du séisme du Maroc,. Cependant, le deuxième match prévu en amical contre le Burkina Faso est maintenu et joué au Stade Bollaert-Delelis de Lens,. Lors de ce match, il est titularisé (victoire, 1-0),.  
Le 28 décembre 2023, il est retenu dans la liste des vingt-sept joueurs marocains sélectionnés par Walid Regragui pour disputer la Coupe d'Afrique des nations 2023,,. S'étant blessé en début de stage de préparation, Yahia Attiat-Allah fait sa première apparition sur le terrain lors du troisième match de poule contre la Zambie, face à laquelle il est titularisé (victoire, 1-0). En huitièmes de finale (entrant en jeu à la 76e minute à la place de Noussair Mazraoui), les Lions de l'Atlas sont éliminés par l'Afrique du Sud sur un score de 2-0,.

## Style de jeu
Le style de jeu de Yahia Attiat-Allah se caractérise par une grande agilité, une bonne technique de dribble et une excellente capacité à couvrir son aile. Il est connu au Maroc pour être un arrière latéral offensif, qui aimait monter régulièrement sur son aile pour créer des occasions de but. Il avait une excellente qualité de centre et était capable de marquer des buts lui-même grâce à ses frappes en croisés.
Malgré son style de jeu offensif, Attiat-Allah ne néglige jamais ses tâches défensives. Il a une grande vitesse et une bonne lecture du jeu qui lui permettaient de couvrir rapidement les attaquants adverses. Il est également très bon dans les duels et une capacité à intervenir dans les espaces réduits pour empêcher les centres adverses.
En sélection nationale, ses prouesses sportives se font régulièrement voir lors de ses entrées en jeu remarquables, en doublure de Noussair Mazraoui et Adam Masina, haussant ainsi remarquablement le niveau de jeu dans le couloir gauche de sélection.

## Statistiques

### Statistiques détaillées
| Saison                | Club                  | Championnat           | Championnat | Championnat | Championnat | Coupe(s) nationale(s) | Coupe(s) nationale(s) | Coupe(s) nationale(s) | Compétition(s) continentale(s) | Compétition(s) continentale(s) | Compétition(s) continentale(s) | Compétition(s) continentale(s) | Maroc | Maroc | Maroc | Total | Total | Total |
| Saison                | Club                  | Division              | M.          | B.          | P.d.        | M.                    | B.                    | P.d.                  | Comp.                          | M.                             | B.                             | P.d.                           | M.    | B.    | P.d.  | M.    | B.    | P.d.  |
| 2013-2014             | OC Safi               | Botola Pro            | 1           | 0           | 0           | -                     | -                     | -                     | -                              | -                              | -                              | -                              | -     | -     | -     | 1     | 0     | 0     |
| 2014-2015             | OC Safi               | Botola Pro            | 26          | 2           | 0           | -                     | -                     | -                     | -                              | -                              | -                              | -                              | -     | -     | -     | 26    | 2     | 0     |
| 2015-2016             | OC Safi               | Botola Pro            | 16          | 0           | 0           | -                     | -                     | -                     | -                              | -                              | -                              | -                              | -     | -     | -     | 16    | 0     | 0     |
| 2016-2017             | OC Safi               | Botola Pro            | 21          | 0           | 2           | 3                     | 0                     | 0                     | -                              | -                              | -                              | -                              | -     | -     | -     | 24    | 0     | 2     |
| 2017-2018             | OC Safi               | Botola Pro            | 23          | 4           | 3           | 1                     | 0                     | 0                     | -                              | -                              | -                              | -                              | -     | -     | -     | 24    | 4     | 3     |
| 2018-2019             | OC Safi               | Botola Pro            | 28          | 4           | 3           | 3                     | 1                     | 0                     | -                              | -                              | -                              | -                              | -     | -     | -     | 31    | 5     | 3     |
| Sous-total            | Sous-total            | Sous-total            | 115         | 10          | 8           | 7                     | 1                     | 0                     | -                              | -                              | -                              | -                              | -     | -     | -     | 122   | 11    | 8     |
| 2019-2020             | Volos FC              | Superleague Elláda    | 8           | 1           | 0           | 2                     | 0                     | 0                     | -                              | -                              | -                              | -                              | -     | -     | -     | 10    | 1     | 0     |
| Sous-total            | Sous-total            | Sous-total            | 8           | 1           | 0           | 2                     | 0                     | 0                     | -                              | -                              | -                              | -                              | -     | -     | -     | 10    | 1     | 0     |
| 2019-2020             | Wydad AC              | Botola Pro            | 14          | 0           | 4           | 0                     | 0                     | 0                     | C1                             | 3                              | 0                              | 0                              | -     | -     | -     | 17    | 0     | 4     |
| 2020-2021             | Wydad AC              | Botola Pro            | 25          | 2           | 4           | 4                     | 0                     | 0                     | C1                             | 11                             | 0                              | 0                              | -     | -     | -     | 40    | 2     | 4     |
| 2021-2022             | Wydad AC              | Botola Pro            | 24          | 1           | 3           | 3                     | 1                     | 0                     | C1                             | 13                             | 0                              | 3                              | 3     | 0     | 0     | 43    | 2     | 6     |
| 2022-2023             | Wydad AC              | Botola Pro            | 27          | 2           | 5           | -                     | -                     | -                     | SU+C1                          | 1+15                           | 1                              | 1                              | 9     | 0     | 1     | 52    | 3     | 7     |
| 2023-2024             | Wydad AC              | Botola Pro            | 10          | 2           | 2           | -                     | -                     | -                     | C1                             | 11                             | 2                              | 1                              | 4     | 0     | 0     | 25    | 4     | 3     |
| Sous-total            | Sous-total            | Sous-total            | 100         | 7           | 18          | 7                     | 1                     | 0                     | -                              | 54                             | 2                              | 4                              | 16    | 0     | 1     | 177   | 10    | 23    |
| 2023-2024             | FK Sotchi             | Premier-Liga          | 10          | 1           | 2           | 1                     | 0                     | 0                     | -                              | -                              | -                              | -                              | 4     | 0     | 0     | 15    | 1     | 2     |
| 2024-2025             | Al Ahly SC (prêt)     | EPL                   | -           | -           | -           | -                     | -                     | -                     | C1                             | -                              | -                              | -                              | -     | -     | -     | 0     | 0     | 0     |
| Total sur la carrière | Total sur la carrière | Total sur la carrière | 233         | 19          | 28          | 17                    | 2                     | 0                     | -                              | 54                             | 2                              | 4                              | 20    | 0     | 1     | 324   | 23    | 33    |

### En sélection marocaine
Le tableau suivant liste les rencontres de l'équipe du Maroc auxquelles Yahia Attiat-Allah a pris part depuis le 29 mars 2022.

## Palmarès
Yahia Attiat-Allah, qui a fait ses débuts au sein de l'OC Safi, a connu une carrière de football remarquable. En 2016, il a atteint la finale de la Coupe du Maroc, démontrant son talent précoce. Après un passage en Grèce au Volos FC, il a rejoint le Wydad AC, où il a obtenu des succès significatifs. En 2020, il a été vice-champion du Maroc avec le Wydad. Cependant, c'est lors de sa deuxième saison avec le club que Yahia Attiat-Allah a atteint de nouveaux sommets. Il a non seulement remporté le championnat marocain, mais il a également atteint une deuxième fois la finale de la Coupe du Maroc. Cependant, sa consécration est venue lorsqu'il a réalisé un doublé historique sous la direction de Walid Regragui, en remportant à la fois la Botola Pro en 2022 et la Ligue des champions. Sa performance exceptionnelle au cours de la saison 2021-22 lui a valu une place dans l'équipe-type du championnat marocain.
| OC Safi :                           | Wydad AC (3) : | Al Ahly SC (1) :                                                                        | Distinctions personnelles                                                                                                 |
| ----------------------------------- | --- | --------------------------------------------------------------------------------------- | --- |
| - Coupe du Maroc - Finaliste : 2016 | - Botola Pro (2) - Champion : 2020–21 et 2021–22 - Vice-champion : 2019–20, 2023 - Ligue des champions de la CAF (1) - Champion : 2022 - Finaliste : 2023 - Coupe du Maroc - Finaliste : 2021 - Supercoupe de la CAF - Finaliste : 2022 - Ligue africaine de football - Finaliste : 2023 | - Supercoupe d'Égypte (1): - Vainqueur : 2024 - Supercoupe de la CAF - Finaliste : 2024 | - Membre de l'équipe-type du championnat marocain de la saison 2021-22 - Meilleur joueur de Wydad AC de la saison 2021-22 |

## Décorations
- Officier de l'ordre du Trône — Le 20 décembre 2022, il est décoré officier de l'ordre du Wissam al-Arch[110] — ordre du Trône[111] — par le roi Mohammed VI au Palais royal de Rabat.

## Vie privée

### Humanitaire
Le 9 septembre 2023, alors qu'il se trouve à Agadir, il se présente exclusivement à l'hôpital avec ses coéquipiers de la sélection marocaine pour un don de sang pour les blessés du séisme au Maroc,,.

### Documentaires et interviews
- [vidéo] (ar) Interview d'Attiat-Allah en exclusivité sur 2M diffusé en direct le 24 décembre 2022
- [vidéo] (ar) Série télévisée Dreamers diffusé en exclusivité sur Arryadia à partir du 6 juin 2023[115]

### Sources
- Clément Brossard, « Mercato: La folle histoire du transfert manqué de Yahia Attiyat Allah à Montpellier », RMC Sport,‎ 30 janvier 2023 (lire en ligne)